# Noëlle Renaude
Noëlle Renaude   (Boulogne-Billancourt, 22 de desembre de 1949) és una dramaturga i directora teatral francesa. Se'n destaca una rigorosa economia del llenguatge i un marcat humor negre. Entre les seves temàtiques s'hi troben l'amor, el suïcidi o la insatisfacció.

## Obres destacades[1]
- Rose, la nuit australienne (1987)
- L'entre deux (1987)
- Divertissements touristiques (1989), traduït per Rodolf Sirera (1993)
- Renard du Nord (1989)
- Blanche Aurore Celeste (1992), traduït al català per Jaume Melendres i presentat a l'Artenbrut sota la direcció d'Anna Silvestre (1999)
- Ma Solange, comment t'écrire mon désastre, Alex Roux (1996)
- Madame Ka (1999)
- Fiction d'hiver (1999)
- La Comédie de Saint-Étienne (2000)